# João Batista Libânio
João Batista Libanio SJ (Belo Horizonte, 19 de fevereiro de 1932 — Curitiba, 30 de janeiro de 2014) foi um padre jesuíta, escritor e teólogo brasileiro. Ensinou na Faculdade Jesuíta de Filosofia e Teologia (ISI – FAJE) em Belo Horizonte, e foi vigário da paróquia Nossa Senhora de Lourdes, em Vespasiano, na Grande Belo Horizonte, até sua morte.

## Biografia
Nasceu em 19 de fevereiro de 1932, em Belo Horizonte, Minas Gerais, filho de Francisca (Teixeira) Coutinho e do médico Marcelo dos Santos Libânio. Era também primo do Frei Betto, OP.
Fez seus estudos de Filosofia na Faculdade de Filosofia de Nova Friburgo, no Rio de Janeiro, e também cursou letras neolatinas pela Pontifícia Universidade Católica do Rio de Janeiro (PUC-Rio). Seus estudos de teologia sistemática foram efetuados na Hochschule Sankt Georgen, em Frankfurt, Alemanha, onde estudou com os maiores nomes da teologia européia. Seu mestrado e doutorado (1968) em teologia foram obtidos na Pontifícia Universidade Gregoriana (PUG) de Roma. 
Foi Diretor de Estudos do Pontifício Colégio Pio Brasileiro em Roma durante os anos do Concílio Vaticano II, o que facilitou seu contato com os bispos e assessores de todo o Brasil.
Retornou ao Brasil em 1968, onde por mais de trinta anos dedicou-se ao magistério e pesquisa teológica, na linha da teologia da libertação. Foi professor de teologia na Universidade do Vale do Rio dos Sinos, em São Leopoldo, Rio Grande do Sul e do Instituto Teológico da Pontifícia Universidade Católica de Minas Gerais. Posteriormente foi professor da Pontifícia Universidade Católica do Rio de Janeiro. Também foi professor no Curso de Realidade Brasileira do IBRADES, no Rio.  Em 1982, Libanio retornou a Belo Horizonte. Lecionou, até seu falecimento, Teologia na Faculdade Jesuíta de Filosofia e Teologia, antigo Instituto Santo Inácio em Belo Horizonte.
Foi autor de cerca de 125 livros, dos quais 36 de autoria própria e os demais em colaboração com outros autores, alguns editados em outras línguas. Além disto, teve mais de 40 artigos publicados em periódicos especializados, além de inúmeros outros escritos em diversos jornais e revistas.
Foi assessor da Conferência dos Religiosos do Brasil e do Instituto Nacional de Pastoral da Conferência Nacional dos Bispos do Brasil, além de assessorar encontros das Comunidades Eclesiais de Base.
Seus últimos anos foram como vigário na paróquia Nossa Senhora de Lourdes, em Vespasiano, na Grande Belo Horizonte. Faleceu em Curitiba no dia 30 de janeiro de 2014, vítima de um infarto.